# Astoria Cinemas

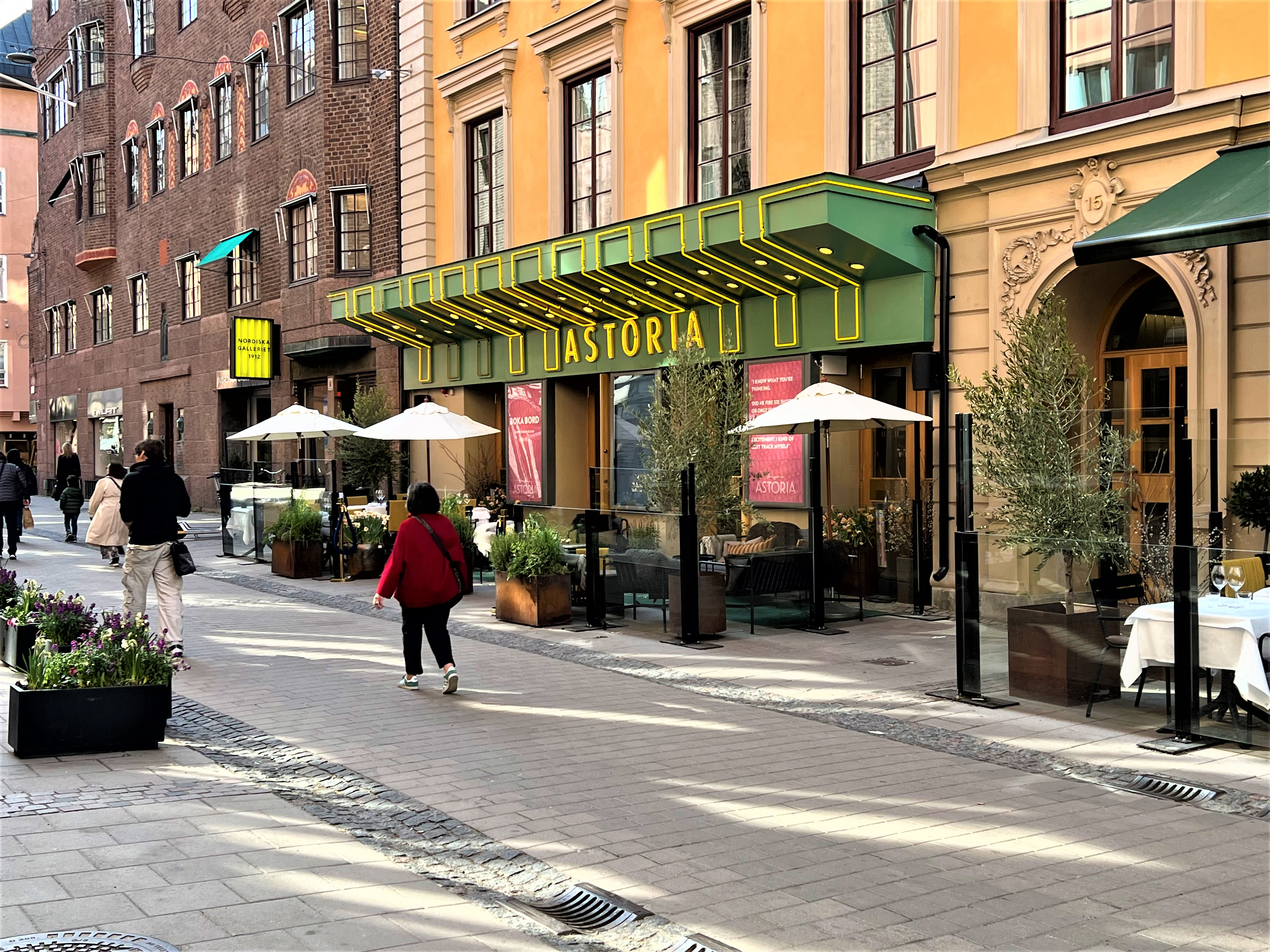
Astorias tidigare lokal på Nybrogatan 15 i Stockholm i maj 2022, numera restaurang. Till vänster Nordiska Galleriet.

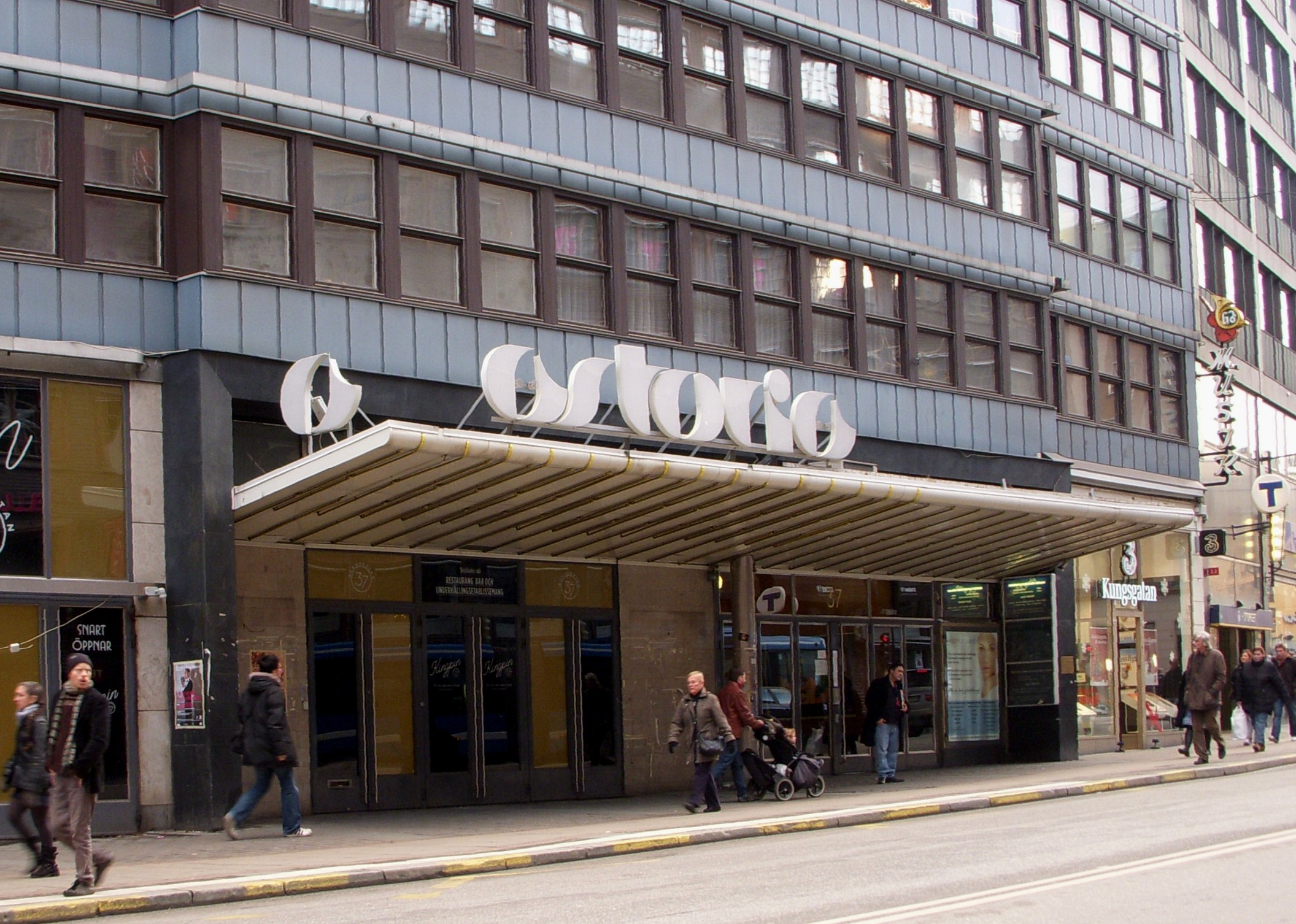
Astorias skylt över Royal på Kungsgatan i Stockholm, 2009

Astoria Cinemas var en biografkedja bestående av intressenter från Triangelfilm, Atlantic Film och S/S Fladen som i april 2005 köpte bolaget Sandrew Metronome Sverige AB:s biografer i Sverige. Sandrews biografer hade varit till salu sedan augusti 2004 eftersom ägaren Schibsted var missnöjd med de allt större förlusterna. Ett bud från SF Bio i december 2004 stoppades av Konkurrensverket.
År 2006 invigdes fem nya salonger i Sickla. Även Grand och Royal fick rejäla ansiktslyftningar. De nya ägarna ville skapa ett nytt, lyxigt biokoncept i form av en kombination av smalare filmer och stora "kioskvältare". 
Emellertid råkade bolaget snart i finansiella svårigheter. Dels hade upprustning och nybyggnation varit kostsamma, dels hade kedjan enligt VD Mathias Nohrborg svårt att få tillräcklig tillgång till storfilmer från de stora filmdistributörerna. Redan i slutet av 2006 såldes de 12 landsortsbiograferna till SF Bio som stängde de flesta omedelbart. SF behöll biograferna Royal i Lund (numera nerlagd), Royal i Uppsala samt Röda Kvarn i Helsingborg. Biopalatset i Borlänge såldes vidare till Svenska Bio.
Efter försäljningen av landsortsbiograferna gjordes under våren 2007 en rekonstruktion av bolaget, som nu siktade på en nisch-marknad med exklusiva biografer och smalare film. I samband med detta såldes även Biopalatset i Göteborg och Bioplatset i Stockholm till SF Bio. Inte heller denna rörelse bar sig och 
den 10 juli 2007 begärdes företaget i konkurs. De sista kvarvarande biograferna såldes till Svenska Bio som driver några av dem vidare. Svenska Bio ägdes vid denna tidpunkt till 49 procent av SF Bio. I och med Svenska Bios uppköp av konkursboet kom SF Bios och Svenska Bios kombinerade marknadsandel att uppgå till 80 procent. Denna dominerande ställning oroade flera aktörer i filmbranschen.

## Biografer
Som mest hade Astoria Cinemas 23 biografer; 22 biografer på 16 orter övertagna från Sandrews samt en egen nybyggnation i Sickla.
Stockholm:
- Astoria, Nybrogatan
- Astoria, Kungsgatan (f.d. Royal)
- Astoria, Sickla
- Biopalatset
- Grand
- Victoria

Övriga landet (urval):
- Biopalatset, Göteborg
- Biopalatset, Malmö
- Biopalatset, Borlänge
- Royal, Uppsala
- Röda Kvarn, Helsingborg
- Royal, Lund